# Marián Kočner
Marián Kočner, né le 17 mai 1963, est un criminel slovaque opérant principalement dans les domaines de l'investissement à risque, du développement financier et de l'immobilier. Son nom est apparu dans des documents dits « listes mafieuses », (un ensemble de documents qui auraient été divulgués par la police en 2005, listant des personnes soupçonnées d'être impliquées dans le crime organisé ainsi que les véhicules liés, document destiné à aider les patrouilles de police). 
Les pratiques commerciales de Kočner ont fait l'objet de plusieurs articles de Ján Kuciak, un journaliste d'investigation d'Aktuality.sk qui a été assassiné en février 2018. Le 8 mars 2019, Marian Kočner est officiellement inculpé pour avoir ordonné le meurtre.

## Gamatex et TV Markíza
Kočner est connu pour sa tentative de reprendre TV Markíza en 1998.
TV Markíza, l'une des premières chaînes de télévision privées en Slovaquie, est fondée par Pavol Rusko et Sylvia Volzová en partenariat avec CME Media Enterprises BV en 1996. A ses débuts, la chaîne ne réussit pas à obtenir une licence de radiodiffusion, le conseil des licences ayant objecté que Rusko n'avait pas présenté Volzová comme copropriétaire. Rusko conclut un accord avec Espé štúdio, une société détenue par Siloš Pohanka, lui versant 3 millions de DEM en échange de son aide pour obtenir une licence de diffusion pour Markíza. Finalement, Markíza obtient sa licence de radiodiffusion et est lancée le 31 août 1996. Par la suite, Rusko déclare l'accord avec Espé štúdio invalide, faisant valoir que Markíza avait acquis la licence sans l'aide de Siloš Pohanka. Après des tentatives infructueuses pour obtenir de l'argent de Rusko, Pohanka vend sa créance à Gamatex, une société appartenant à Kočner. Kočner persuade Volzová d'accepter la demande et Kočner entame des procédures judiciaires pour que la demande soit payée.
En août 1998, Kočner se rend dans les bureaux de Markíza en s'appuyant sur une décision de justice lui donnant le contrôle de la chaîne de télévision. Lorsque les négociations avec Rusko concernant le différend de propriété échouent, Kočner occupe la station de télévision avec une force de sécurité privée et licencie les principaux dirigeants de la chaîne de télévision. Ceci provoque l'indignation du public, la prise de contrôle ayant lieu 10 jours avant les élections législatives. À cette époque, TV Markíza est considérée comme le principal média s'opposant au gouvernement de Vladimír Mečiar et la tentative de prise de contrôle est perçue comme une atteinte à la liberté de la presse. Plusieurs milliers de citoyens en colère se rassemblent devant les bureaux de Markíza en signe de soutien et plusieurs politiciens des partis d'opposition prononcent des discours lors du rassemblement. Après deux jours, Kočner et ses associés quittent le bâtiment et le différend de propriété se poursuit devant les tribunaux. Selon des informations,, l'implication de Kočner dans TV Markíza prend fin en 2000 lorsque Rusko achète Gamatex par le biais d'intermédiaires.
Dans une interview accordée en 2006 à aktualne.sk (à ne pas confondre avec aktuality.sk), Kočner déclare que la société de sécurité impliquée dans le rachat de Markíza appartenait à Peter Čongrády, un chef de la mafia locale. Cependant, lors d'entretiens ultérieurs, il nie l'avoir engagé.
En juin 2016, la société de Kočner Správa a inkaso zmeniek engage une procédure judiciaire contre Pavol Rusko et TV Markíza pour recouvrer l'argent qui lui était dû en vertu de quatre billets à ordre d'un montant d'environ 69 millions d'euros. Kočner affirme que Rusko avait émis les billets à ordre en juin 2000 avec l'aval de Markíza. À l'époque, Rusko était le directeur exécutif de TV Markíza ainsi que l'un de ses actionnaires. Deux de ces billets s'élevaient à 8,3 millions d'euros chacun avec une date d'échéance en 2015 et deux autres ont été signés sous forme de "chèques en blanc" d'un montant de 26 millions d'euros avec une date d'échéance en 2016 ajoutée ultérieurement,. Rusko reconnait la demande de Kočner devant le tribunal et déclare que les billets à ordre étaient destinés à résoudre le conflit de propriété avec Gamatex. La direction de Markíza n'était pas au courant de l'existence des billets à ordre. Ils n'ont pas été enregistrés dans la comptabilité de l'une ou l'autre des sociétés et n'ont pas été découverts lors de la préparation du rapport de due diligence au moment où CME est devenu l'unique actionnaire de TV Markíza. En avril 2018, un tribunal déclare la demande de Kočner valable. Par la suite, en représailles, TV Markíza dépose une plainte pénale contre Kočner et Rusko pour avoir falsifié les billets à ordre. Une enquête sur une possible évasion fiscale est également ouverte car, en ne déclarant pas la possession des billets à ordre aux autorités fiscales, les sociétés de Kočner ont évité de payer l'impôt sur les intérêts des billets.
En juin 2018, Kočner est arrêté par les autorités slovaques dans le cas de la contrefaçon de billets à ordre avec Pavol Rusko, ainsi que pour divers délits fiscaux,.
Le 27 février 2020, Kocner est condamné à 19 ans de prison pour avoir falsifié 75 millions de dollars de billets à ordre pour voler de l'argent à Markiza.

## L'affaire Jan Kuciak (en slovaque:Ján Kuciak)
Ján Kuciak, un journaliste d'investigation d'Aktuality.sk, a réalisé plusieurs articles sur les pratiques commerciales de Kočner. Le journaliste est retrouvé assassiné en février 2018.
Quelques mois avant sa mort, Kočner l'aurait menacé ainsi que sa famille lors d'un appel téléphonique. Kuciak avait déposé une plainte pénale mais une enquête policière ultérieure avait conclu que les déclarations présumées de Kočner ne constituaient pas une infraction pénale. Après le meurtre de Kuciak, le procureur général Jaromír Čižnár ordonne la réouverture de l'affaire. Cependant, la police clôt de nouveau l'affaire en concluant que les déclarations de Kočner ne constituaient pas une infraction pénale. Aktuality.sk publie ensuite la transcription de l'appel téléphonique entre Kuciak et Kočner. Kočner est également lié à Alena Z. (un suspect accusé d'avoir ordonné le meurtre), étant le parrain de sa fille.
Le 8 mars 2019, Marian Kočner est officiellement inculpé pour avoir ordonné le meurtre du journaliste d'investigation Jan Kuciak en février 2018. Kočner est toujours en détention depuis décembre 2019,. Depuis le 10 décembre 2019, il est inscrit sur la liste mondiale des sanctions Magnitsky.
Le 3 septembre 2020, à la surprise générale, Marian Kočner et Alena Zsuzsova sont acquittés. Un troisième co-accusé, Tomas Szabo, est lui condamné à 25 ans de prison. Dans cette affaire, auparavant, un autre accusé, Zoltan Andrusko, jugé dans un procès séparé dans le cadre d'un plaider-coupable, a été condamné à 15 ans de prison en décembre 2019 ; avant le verdict de septembre 2020, deux autres suspects, dont le tireur Miroslav Marcek, sont jugés coupables et condamnés à 23 ans de prison. Les procureurs et les parties civiles font appel de l'acquittement de Kočner. Plusieurs hommes politiques, dont le premier ministre Igor Matovič et association de défense de la liberté de presse expriment leur déception, et dans l'opinion publique slovaque les soupçons de corruption envers les milieux politiques et judiciaires sont renforcés.
La Cour suprême slovaque ayant contesté en 2021 les acquittements de Kocner et de Zsuzsova, un deuxième procès se tient en mai 2023 à l'issue duquel Zsuzsova est condamnée à 25 ans de prison, mais Kocner est de nouveau acquitté.